# 임희재 (극작가)
임희재(任熙宰, 1919년 12월 22일 ~ 1971년 3월 30일)는 대한민국의 극작가이다.

## 개요
임희재는 1919년 전라북도 금산군 남이면 출생이다. 일본 니혼대학(日本大學)을 중퇴하였다.
광복 직후 황해도 해주에서 아마추어 극단 활동도 하였지만 분단 이후 월남하여 중등 교사와 신문사 기자로 일하였다. 1954년도에 단막 희곡 「기류지(寄留地)」로 등단하였다. 그 뒤 「복날」·「무허가 하숙집」·「고래」 등의 단막극과 「꽃잎을 먹고 사는 기관차」라는 장막 희곡을 썼다. 1970년대 TBC-TV 드라마 '아씨'의 선풍적인 인기와 함께 대중적인 시나리오 작가로서 이름을 떨쳤다. 다양한 희곡과 시나리오 집필로 대종상과 청룡영화상 등을 수상했다.
충청남도 금산군은 '금산을 빛낸 인물' 3인을 선정하고 그의 흉상을 제작하였다.

## 작품
- 기류지(寄留地)
- 복날
- 무허가 하숙집
- 고래
- 꽃잎을 먹고 사는 기관차

## 텔레비전 대본
- 초설
- 종전차
- 산하금지
- 아씨

## 같이 보기
- 한국현대희곡사(韓國現代戱曲史)
- 한국문학전집(韓國文學全集)
- 니혼대학
- 풍천 임씨